# デス・グリップス
デス・グリップス（Death Grips）は、アメリカカリフォルニア州サクラメント出身の3人組ヒップホップバンドである。ヴォーカル担当のステファン・バーネット/MCライド (Stefan Burnett / MC Ride)、ドラム担当のザック・ヒル (Zach Hill)、キーボード・プログラミング担当のアンディー・モーリン (Andy Morin)の3人から成る。バンドの音楽は、パンク・ロックとヒップホップとノイズの融合だと称されている。

## 来歴
2010年12月結成。
2011年にミックステープ『Exmilitary』をフリー・ダウンロードで発表。そのノイジーかつフリーフォームな音楽性が話題となった。
2012年、メジャー・レーベルであるエピック・レコードと契約。4月に最初のスタジオ・アルバム『The Money Store』をリリース。本作は各音楽メディアから高い評価を集め、ピッチフォーク・メディアのこの年の年間ベスト・アルバム第9位に選ばれた。リリース後はカナダ、ヨーロッパを含むツアーが予定されていたが、新作制作のためツアーをキャンセル。
同年10月、アルバムのリリース時期を巡ってエピックと対立し、自らで新作『No Love Deep Web』をネット上にリーク、フリー・ダウンロードで発表。その陰茎にマジックでアルバム・タイトルを殴り書きしたという過激なアートワークも話題となった。この結果、バンドはエピックからレコード契約を破棄されることとなった。
2013年1月、渋谷WWWにて初となる来日公演を行い、7月にはフジ・ロック・フェスティバルに出演。同年11月には3作目『Government Plates』をフリーでリリース。

## ディスコグラフィ

### アルバム
- The Money Store (2012年)
- No Love Deep Web (2012年)
- Government Plates (2013年)
- Fashion Week (2015年)
- The Powers That B (2015年)
- Bottomless Pit (2016年)
- Year Of The Snitch (2018年)

### ミックステープ
- Exmilitary (2011年)

### その他のリリース
- Death Grips EP (2011年)
- Live From Death Valley (2011年)
- Fashion Week (2015年)
- Interview 2016 (2016年)
- Steroids (Crouching Tiger Hidden Gabber Megamix) (2017年)
- Electronic Drum Solo Dub Mix (Single Take) (2017年)
- Gmail and the Restraining Orders (2019年)